# Kristaps Zvejnieks
Kristaps Zvejnieks est un skieur alpin letton, né le 15 février 1992.

## Biographie
Il commence sa carrière dans le ski alpin en 2007.
Âgé seulement de dix-huit ans, il participe aux Jeux olympiques d'hiver de 2010, à Vancouver, où il est 62e du slalom géant et 37e du slalom.
Il est au départ pour la première fois en Coupe du monde en janvier 2012 au slalom nocturne de Schladming. 
Aux Jeux olympiques d'hiver de 2014, à Sotchi, il obtient la 43e place du slalom géant et abandonne le slalom.
Lors de la saison 2015-2016, il marque ses premiers points en Coupe du monde avec une 26e place au slalom de Santa Caterina di Valfurva. Il devient alors le premier skieur de son pays à marquer des points en Coupe du monde. En 2017, il remporte une médaille d'or à l'Universiade d'Almaty en combiné.
Aux Jeux olympiques d'hiver de 2018, à Pyeongchang, il finit 26e du combiné, 35e du slalom géant et abandonne le slalom. Il s'agit de son ultime compétition majeure internationale.
Il aussi participé à quatre éditions des Championnats du monde, en 2011, 2013, 2015 et 2017, avec comme meilleur résultat une 32e place sur le slalom en 2017 à Saint-Moritz.

## Palmarès

### Jeux olympiques d'hiver
| Épreuve / Édition       | Vancouver 2010 | Sotchi 2014 | Pyeongchang 2018 |
| Slalom géant            | 62e            | 43e         | 35e              |
| Slalom                  | 37e            | DNF         | DNF              |
| Combiné / Super combiné |                |             | 26e              |

### Championnats du monde
| Épreuve / Édition | Garmisch-Partenkirchen 2011 | Schladming 2013 | Beaver Creek 2015 | Saint-Moritz 2017 |
| Slalom géant      | 54e                         | 38e             | 37e               | DNF               |
| Slalom            | 36e                         | DNF             | DNF               | 32e               |

### Coupe du monde
- Meilleur classement général : 149e en 2016.
- Meilleur résultat : 26e.

#### Classements
| Saison/Classement | Saison/Classement | Général | Général | Descente | Descente | Super G | Super G | Slalom géant | Slalom géant | Slalom | Slalom | Combiné | Combiné |
| ----------------- | ----------------- | ------- | ------- | -------- | -------- | ------- | ------- | ------------ | ------------ | ------ | ------ | ------- | ------- |
| Saison/Classement | Saison/Classement | Class.  | Points  | Class.   | Points   | Class.  | Points  | Class.       | Points       | Class. | Points | Class.  | Points  |
| 2016              | 2016              | 149e    | 5       | -        | -        | -       | -       | -            | -            | 56e    | 5      | -       | -       |

### Universiades
- Almaty 2017 :
  -  Médaille d'or au combiné.